# Мала Бршљаница
 Мала Бршљаница је насељено мјесто града Гарешнице, у Бјеловарско-билогорској жупанији, Република Хрватска.

## Географија
Мала Бршљаница се налази око 9,5 км западно од Гарешнице.

## Становништво
Према попису становништва из 2011. године, насеље Мала Бршљаница је имало 48 становника.
| Националност       | 1991. | 1981. | 1971. | 1961. |
| Срби               | 53    | 73    | 100   | 198   |
| Хрвати             | 20    | 20    | 26    | 52    |
| Југословени        | 2     | 2     |       |       |
| остали и непознато | 9     | 6     | 12    | 16    |
| Укупно             | 84    | 101   | 138   | 266   |

| Демографија | Демографија | Демографија |
| Година      | Становника  | Становника  |
| ----------- | ----------- | ----------- |
| 1961.       | 266         |             |
| 1971.       | 138         |             |
| 1981.       | 101         |             |
| 1991.       | 84          |             |
| 2001.       | 75          |             |
| 2011.       |             | 48          |